# Rudolf Steiger

Barrio de Neubühl en Zúrich (1930-1932), de Rudolf Steiger, Max Ernst Haefeli, Werner Max Moser, Emil Roth, Carl Hubacher, Paul Artaria y Hans Schmidt

Rudolf Steiger (Zúrich, 4 de octubre de 1900-ibidem, 24 de junio de 1982) fue un arquitecto y urbanista racionalista suizo. 

## Trayectoria
Estudió en la Escuela Politécnica Federal de Zúrich, donde fue alumno de Karl Moser. Conoció allí a la que sería su esposa, la arquitecta, diseñadora y escultora Flora Steiger-Crawford, con la que trabajó asociado y tuvo dos hijos igualmente arquitectos, Martin y Peter Steiger. También trabajó ocasionalmente con Carl Hubacher, con quien construyó el edificio administrativo Z-Haus en Zúrich (1930-1932) y la sala de montaje de la General Motors en Bienne (1936). En 1928 fue uno de los miembros fundadores del CIAM (Congreso Internacional de Arquitectura Moderna), fundado en el castillo de La Sarraz en Suiza.
Entre 1930 y 1932 fue uno de los arquitectos constructores de la nueva urbanización tipo Werkbundsiedlung del barrio de Neubühl en Zúrich (1930-1932), junto a Emil Roth, Max Ernst Haefeli, Werner Max Moser, Carl Hubacher, Paul Artaria y Hans Schmidt, un claro ejemplo de viviendas colectivas de carácter popular como los elaborados en Alemania, con un trazado de casas unifamiliares adosadas en hilera.
En 1937 se asoció con Moser y Haefeli, con los que realizó diversos proyectos, entre los que destaca la Casa de Congresos en Zúrich (1937-1939), construida para la Exposición Nacional Suiza de 1939, un complejo polivalente formado por dos salas de espectáculos articuladas en escuadra con un volumen más bajo para el público.
Con sus asociados construyó a continuación la piscina Im Moos en Schlieren (1948), así como el Hospital universitario de Zúrich, en colaboración con Hermann Fietz, Josef Schütz y Hermann Weideli, un complejo situado junto a la Escuela Politécnica que inauguró una nueva concepción urbanística de integración con zonas verdes para salvaguardar un máximo de espacio libre. Posteriormente construyó con sus asociados el barrio de viviendas de Hohenbühl en Zúrich (1951-1953), un pabellón en el Zoo de Zúrich (1954-1959), un edificio para la empresa Eternit S.A. en Niederurnen (1953-1954) y el edificio comercial Zur Palme en Bleicherweg, Zúrich (1960-1964).
Entre 1954 y 1962 construyó con su hijo Peter Steiger el edificio del CERN (Centro Europeo de Investigación Nuclear) en Ginebra.
Se dedició también al urbanismo: en 1943 fue cofundador de la Asociación suiza para la ordenación del territorio (VLP) y, en 1964, del Grupo de Urbanistas Suizos (BSP).